# Giuseppe Guzzetti
Giuseppe Guzzetti (Turate, 27 maggio 1934) è un politico, banchiere e filantropo italiano.

## Biografia
Laureato in giurisprudenza presso l'Università Cattolica del Sacro Cuore di Milano, si iscrive alla Democrazia Cristiana nel 1953. Segretario della Federazione di Como, entra nel Consiglio Regionale della Lombardia nel 1970. L'esperienza da consigliere prosegue fino al 1 ottobre 1979 quando viene eletto Presidente di Regione, incarico che ricopre fino al 1987.

### La Presidenza della Regione Lombardia
Il contesto storico e sociale è complicato, dopo il periodo del terrorismo politico e del delitto di Aldo Moro mentre, sul piano economico, si vedono le avvisaglie della futura crisi con le prime aziende che delocalizzano e l'inizio del processo di deindustrializzazione. Giuseppe Guzzetti è vicino ad Alberto Falck, già parlamentare DC nel dopoguerra e presidente del consiglio di amministrazione della società Falck, che chiuderà però le acciaierie senza licenziamenti. Per rispondere a questi avvenimenti e ai malumori della piccola e media imprenditoria lombarda Giuseppe Guzzetti parla per primo della “questione settentrionale”, richiamandosi, contro i luoghi comuni, all'esempio dell'autonomismo secondo il pensiero del popolarismo sturziano e incalzando i propri compagni di partito al Governo a dotare di infrastrutture e servizi le regioni del nord Italia. La Regione deve anche gestire la delicata vicenda del disastro di Seveso coi problemi legati alla bonifica e allo smaltimento delle scorie, ai risarcimenti da parte dei proprietari di ICMESA. L'Ente regionale citò in giudizio civile l'azienda che, dopo una lunga trattativa, versò la somma di 103 miliardi e 634 milioni di lire per il rimborso dei residenti e a copertura delle opere di bonifica oltre alla creazione della Fondazione Lombardia per l'Ambiente per la ricerca ecologica. Al di là del disastro di Seveso la Giunta Guzzetti promuove delle lungimiranti ed innovative politiche ambientali come l'istituzione del Parco del Ticino, primo Parco Regionale in Italia.
Negli anni all'interno della Regione Lombardia va certamente ricordato l'impegno per giungere all'approvazione sulla legge Urbanistica.
Nel 1984 Giuseppe Guzzetti avverte, prima di altri, il problema della questione morale nella classe dirigente e rivolge al Cardinal Martini l'invito ad intervenire nell'Aula del Consiglio Regionale sul tema: “Esiste un'etica del lavoro pubblico? Problemi e motivazioni” in occasione del lancio dell'Istituto Regionale Lombardo di Formazione per l'Amministrazione Pubblica.
Durante il mandato grande impegno dimostra per la realizzazione Strada statale 36 del Lago di Como e dello Spluga, durante l'Alluvione della Valtellina del luglio 1987, e nei confronti delle leggi speciali per Oltrepò Pavese e Valtellina.
Il 17 luglio 1987 cessa il suo mandato presidenziale in Regione per l'avvenuta elezione a Senatore della Repubblica, carica che manterrà fino al 1994 per la X ed XI legislatura. Durante entrambi i mandati, anni difficili per la politica e la Democrazia Cristiana, è membro della commissione Affari Costituzionali del Senato e Presidente della Commissione Bicamerale per le Riforme Istituzionali. In questa nuova veste porta le istanze del territorio a livello nazionale e lavora alla Legge 25 marzo 1993, n. 81 che introduce l'elezione diretta del Sindaco per i comuni sopra ai 15.000 abitanti e, per la prima volta, un principio di parità di genere nelle liste di candidati. Una risposta del Governo Amato al disorientamento dopo tangentopoli e ad un'antipolitica sempre più diffusa.

### La Presidenza di Fondazione Cariplo
Impegnato nell'ambito della filantropia, Giuseppe Guzzetti dal 5 febbraio 1997 al 28 maggio 2019 è stato presidente della Fondazione Cariplo. Nel corso del suo mandato (1997-2019) la fondazione ha finanziato circa 30.000 progetti nel campo sociale, dell'arte e della cultura, dell'ambiente e della ricerca scientifica per un totale complessivo di circa 3 miliardi di euro investiti a fondo perduto con una visione innovativa, legata al territorio e attenta ai bisogni delle categorie più fragili, all'insegna di una finanza a servizio dell'uomo. La prima grande innovazione che Guzzetti apporta a partire dal 1998 è la promozione delle fondazioni di Comunità in tutte le province della Lombardia, nel novarese e nel Verbano-Cusio-Ossola, ispirandosi alle Community Foundations degli Stati Uniti.
Nel corso di questo ventennio uno degli ambiti di impegno con Fondazione Cariplo è stato quello dell'abitare sociale concretizzato nel 2004 con la promozione, insieme ad ANCI Lombardia e alla Regione, della Fondazione Housing Sociale.
I temi su cui il Presidente Guzzetti con Fondazione Cariplo si è focalizzato maggiormente sono:
- il contrasto alla povertà minorile, anche educativa (nella città di Milano, in particolare col programma Ricetta Qu.Bì, in tutta Italia il progetto Con i Bambini in sinergia con altre Fondazioni), e il sostegno all'inclusione sociale con attenzione alle periferie (a Milano col progetto Lacittàintorno) e alle aree interne (vedi Attivaree);
- Welfare di Comunità e Innovazione sociale per contribuire ad innovare l'attuale sistema di welfare sostenendo sperimentazioni che sappiano attivare risposte efficaci, rafforzando la dimensione comunitaria, coinvolgendo la società e i cittadini in processi partecipati;
- l'occupazione e il protagonismo giovanile attraverso nuovi modelli di intervento. Tra questi il progetto Cariplo Factory che offre opportunità lavorative ai giovani e alle startup, così come Neetwork dedicato ai giovani con bassa scolarizzazione che non studiano e non lavorano, presentato a giugno 2017 alla Commissione Europea. I progetti dedicati ai giovani sono anche di innovazione culturale, di ricerca scientifica (con bandi dedicati in particolare ai giovani ricercatori), e in ambito green (GreenJobs).

### La presidenza di ACRI
Dal 2000 al 2019 è stato Presidente dell'ACRI - Associazione di Fondazioni e di Casse di Risparmio Spa.
In questo ruolo, ai vertici dell'associazione nazionale, va ricordato l'impegno per difendere le fondazioni dall'assalto della politica e in particolare il contenzioso col Governo Berlusconi fino alla Corte costituzionale per affermare in via definitiva (sentenze 300 e 301, 29 settembre 2003) il principio che sancisce l'autonomia degli enti. E ancora il suo prodigarsi per far nascere la Fondazione col Sud, l'ente che si occupa dello sviluppo di progetti nel Mezzogiorno. Sempre con l'ACRI ha dato vita al grande progetto nazionale contro la povertà educativa di centinaia di migliaia di bambini in Italia, iniziativa realizzata in collaborazione col Terzo Settore e il Governo. Sul welfare di comunità ha detto nell'ultima intervista da Presidente ACRI (qui): "Di solito siamo molto generosi, diamo i soldi per lo tsunami a 18.000 chilometri. Perché non dovremmo darli a quello della porta accanto?")